# La Nuit du Droit
La Nuit du Droit est un événement culturel annuel, créé en France en 2017 par Laurent Fabius, président du Conseil constitutionnel, dans le but de sensibiliser le public à l'importance du droit, dans la société et dans leur vie. Cet événement prend date au soir du 4 octobre, jour anniversaire de la Constitution française du 4 octobre 1958, sauf si ce jour est un vendredi, un samedi ou un dimanche.

## Principe
La Nuit du Droit se caractérise par le déroulement de diverses manifestations en lien avec le droit et de la justice, dans de nombreuses villes de France. Les juridictions judiciaires et administratives, les facultés de droit, les IEJ, les Fondations, les chambres des notaires et les institutions publiques se mobilisent à cette occasion pour organiser des conférences, des pièces de théâtre, des projections de films suivies de débats, ou encore des procès fictifs, permettant au public de découvrir les multiples branches du droit et le fonctionnement des instances judiciaires de manière pédagogique ou ludique,. Le but affiché est notamment de « rendre le droit attractif » et de faire comprendre qu'il est, tout comme la Constitution qui en est la « clé de voûte », le principe même de l'organisation de la vie en société.

## Historique
En 2017, la première édition de la Nuit du Droit a eu lieu à Paris au Conseil constitutionnel, qui à cette occasion, a accueilli des débats axés sur la lutte contre le terrorisme, la protection de l'environnement, l'intelligence artificielle et le droit du travail en présence de plusieurs personnalités, dont Robert Badinter Bernard Cazeneuve et Cédric Villani.
En 2018, la Nuit du Droit a été étendue par le Président du Conseil constitutionnel à l'ensemble de la France métropolitaine et d'Outre-mer avec 125 manifestations organisées dans 80 villes à l'occasion des 60 ans de la Constitution de 1958. Parmi les événements qui se sont déroulés pour cette édition nationale, l'université de Versailles-Saint-Quentin-en-Yvelines co-organise une soirée sur la Déclaration des droits de l'homme et du citoyen de 1789 dans la salle du Jeu de paume, la cour d'appel de Nancy a reconstitué le procès du général Drouot (1816) en costumes d'époque, la ville de Lorient a mis en scène un procès fictif de Guillaume Seznec (1924) au terme duquel l'accusé fut acquitté par le public et l'université Jean-Moulin-Lyon-III organise un procès fictif du personnage de Severus Rogue issu de l'univers de Harry Potter. Ces événements accompagnent des programmes plus classiques de conférences, de tables rondes et de débats ouverts à un large public, avec parfois, la participation de collégiens et de lycéens.
L'édition 2019 aurait dû avoir lieu sur le même modèle que celui de l'année précédente, mais n'a pu être menée à son terme. Le Conseil constitutionnel a expliqué sur son site Internet : « La Nuit du Droit 2019 n'a pu officiellement avoir lieu, mais certains organisateurs passionnés par l'édition de 2018 ont pris l'initiative de créer une manifestation au soir du 4 octobre 2019 ». Parmi ces événements, le tribunal de grande instance de Caen rejoue le procès de Charlotte Corday (1793), l'université Jean-Moulin-Lyon-III organise le procès fictif de Jon Snow (personnage de la série Game of Thrones), le Palais de Justice de Grenoble a créé une « Nuit de la Justice » autour de reconstitutions d'audiences et d'un escape game et celui de Blois accueille un procès fictif où les rôles de juge, procureur et de avocat ont été tenus par des collégiens. À l’initiative de la région Nouvelle-Aquitaine, la faculté de droit et des sciences sociales de Poitiers accueille des débats entre doctorants sur l'État de droit dans l'univers de Harry Potter et des professionnels du droit débattent à Bordeaux sur le thème « Juger les préjugés sur les métiers du droit ».
En 2020, l'événement a été perturbé par la pandémie de Covid-19 en France. Sur plus de 90 manifestations initialement prévues en mars, une dizaine d'entre elles est finalement maintenue. Les organisateurs accueillent un public restreint et certaines manifestations ne sont accessibles qu'en visioconférence,. Parmi les événements organisés, le tribunal judiciaire de Vannes crée un procès fictif relatif au droit de l'environnement (« la terre porte plainte »), la région Nouvelle-Aquitaine rend hommage à François Mauriac avec le procès de Thérèse Desqueyroux à Bordeaux et le tribunal de Saint-Denis de La Réunion organise un concours de plaidoiries. L’institut national des formations notariales et la Chambre des notaires de Paris axent la Nuit du Droit 2020 sur « l'évolution de l'image du notariat à travers les médias ».
Au soir du 4 octobre 2021, malgré un contexte sanitaire encore contraignant, La Nuit du Droit a réuni 115 participants dans 81 villes. Le Conseil constitutionnel, notamment, a organisé un débat sur « l'État de droit face aux crises », également retransmis en streaming sur Internet. Le même thème a été abordé par les juridictions d’Albi, de Strasbourg, de Toulouse. L’Assemblée nationale et le Sénat ont participé à La Nuit du Droit 2021, avec une pièce de théâtre sur la liberté d’expression pour la première et la lecture de textes emblématiques pour le second. Parmi les thèmes souvent abordés, on peut noter celui de l’environnement au Conseil d’État, avec la CAA et le TA de Paris, « Que peut faire le droit pour l’environnement ? » par la région Nouvelle-Aquitaine, et par nombre d’autres organisateurs. Le droit du numérique a été présent au tribunal judiciaire de Clermont-Ferrand, au Barreau de Saint-Étienne, à la faculté de droit de Lyon 3, à l’École de droit de Paris-Dauphine. De nombreux anniversaires ont pris date le 4 octobre 2022 : celui du procès de Nuremberg à la faculté de droit de l’Université d’Erevan - première participation d’un organisateur étranger à La Nuit du Droit -, celui de l’abolition de la peine de mort par les juridictions judiciaires de Metz, de Grenoble, d’Angers et par les juridictions administratives de Lyon, celui de la Constitution de 1958 par le faculté de droit et la chambre des notaires de Caen, de même que par le Barreau de Coutances-Avranche. Les violences conjugales et familiales ont été souvent traitées, essentiellement par les cours et tribunaux : par les juridictions judiciaires de Compiègne, de Rouen, de Saint-Malo, de Cambrai, de Perpignan, par les juridictions administratives de Lille, de Grenoble, de Douai. Les Nuits du Droit pédagogiques sur les métiers du droit se sont déroulées dans de nombreuses villes : à Montluçon, à Bonneville, à Gap, à Limoges, à Poitiers, etc. La Nuit du Droit peut être tout aussi instructive que ludique ; c’est le cas des reconstitutions de procès historiques, des concours de plaidoiries, ou des « scènes de crimes », suivies de l’enquête, de l’instruction et du procès, comme au Puy-en-Velay, à Vannes, à Blois, à Caen, à Nantes, à Saint-Denis-de-la-Réunion, à Bourges, etc. Tiennent une place de choix, la projection d’un film à connotation judiciaire - « Ni juge, ni soumise », « Rendre la justice », « La fille au bracelet », « Les misérables »… -  suivie d’un débat comme à Moulins, à Cusset, à Tulle, à Alençon, etc.  
Quant aux organisateurs, les juridictions judiciaires, institutions les plus nombreuses et les mieux réparties sur le territoire national en ce compris les Outre-Mer, ont participé à cette édition 2021 à hauteur de 76 d’entre elles. Les juridictions administratives ont été 22 à participer, soit comme chefs de file, soit comme co-organisatrices. Les Barreaux, au nombre de 57, dont 5 chefs de file, ont souvent agi aux côtés des juridictions judiciaires ou administratives et des facultés de droit et IEJ, ces deux derniers au nombre de 48. Deux régions- la Nouvelle Aquitaine et les Hauts-de-France - ont, comme en 2018, organisé une Nuit du Droit. Signalons aussi, au rang des participants, l’Autorité des Marché Financiers et le Haut Comité Juridique de la Place de Paris, la Fondation Charles de Gaulle, la Fondation Napoléon, l’Institut des Hautes Études du Ministère de l’Intérieur, l’Université catholique de Lille ainsi que son antenne d’Issy-les-Moulineaux, l’Institut National de Formation du Notariat. 
Au 15 juillet 2022, 117 organisateurs ont déclaré vouloir créer une Nuit du Droit au soir du 4 octobre. Les thèmes des manifestations sont, au-delà des choix tirés de l’histoire et de l’histoire du droit - reconstitutions de procès ou de débats historiques ayant marqué une ville, voire une région - le reflet des préoccupations et des grands mouvements de fond qui animent la société à un moment donné de son évolution. Il en va ainsi des violences intrafamiliales, de l’égalité entre les hommes et les femmes, de l’environnement et des droits de l’animal. 
Le site de La Nuit du Droit mis à jour en temps réel dès que les renseignements demandés aux organisateurs sont complets. Il est accessible par toute personne intéressée par cette manifestation qui souhaite se renseigner sur les Nuits du Droit appelées à se dérouler dans sa région. Une carte interactive, notamment, permet d’avoir une vue d’ensemble des villes où se déroulera une Nuit du Droit. Au 15 juillet, une trentaine de pages sont déjà ouvertes, sachant que ce chiffre croît chaque jour et croîtra jusqu’au 4 octobre 2022.